# Lothar Kurbjuweit
Lothar Kurbjuweit, född 6 november 1950 i Seerhausen i Tyskland, är en östtysk fotbollsspelare som tog OS-brons i fotbollsturneringen vid de olympiska sommarspelen 1972 i München. Vid de olympiska sommarspelen 1976 i Montréal blev det OS-guld.

### Fotnoter
1. ↑  http://www.sports-reference.com/olympics/summer/1972/FTB/mens-football.html Arkiverad 31 augusti 2009 hämtat från the Wayback Machine. Herrarnas fotbollsturnering vid sommar-OS 1972 på Sports-reference.com
2. ↑  http://www.sports-reference.com/olympics/summer/1976/FTB/mens-football.html Arkiverad 7 mars 2009 hämtat från the Wayback Machine. Herrarnas fotbollsturnering vid sommar-OS 1976 på Sports-reference.com